# Teixidor dels Usambara
El teixidor dels Usambara (Ploceus nicolli) és una espècie d'ocell en la família dels plocèids, endèmic de Tanzània.
Els seus hàbitats naturals són subtropicals o boscos de muntanya tropicals humits i plantacions.
És actualment amenaçat per la destrucció de l'hàbitat.